# 889
889 (DCCCLXXXIX) var ett normalår som började en onsdag i den julianska kalendern.

## Händelser

### Okänt datum
- Skottlands samregerande kungar Eochaid och Giric blir avsatta av sin syssling Donald II, som tar över som kung av Skottland.
- Arnulf av Kärnten tilldelar Osnabrück handelsprivilegier.
- Italienska Forlì blir medeltida kommun för första gången.
- Prins Svatopluk I av Stormähren ockuperar sorbernas rike.
- Boris I abdikerar som khan av Bulgarien och efterträds av Vladimir.
- Bagrat Mampali inleder sin regeringstid i Georgien.
- Yasovarman I efterträder Indravarman II som härskare i Khmerriket.
- Det enade Sillariket försöker med våld driva in skatt från bönderna, som därför inleder kraftiga bondeuppror.
- Bongwontemplet grundas i nuvarande Korea.
- Den japanska eran Ninna avslutas och Kanpyō inleds.
- Kejsar Zhaozong av Tang inleder sin regeringstid.

## Födda
- Liu Yan
- Minamoto no Kintada, poet

## Avlidna
- Eochaid och Giric, samregerande kungar av Skottland sedan 878
- Ibn Qutaibah, muslimsk författare
- Al-Dinawari, kurdisk historiker och matematiker
- Sumbat I Mampali, georgisk härskare
- Bořivoj I, den förste hertigen av Böhmen i Huset Přemyslid